# Priapella chamulae
Priapella chamulae ist ein Süßwasserfisch aus der Gattung der Blauaugenkärpflinge (Priapella) innerhalb der lebendgebärenden Zahnkarpfen (Poeciliinae). Er ist nahe mit dem Gedrungenen Blauaugenkärpfling (Priapella compressa) verwandt. Abweichungen im Aufbau des Gonopodiums und anderer morphologischer Merkmale ließen jedoch die Beschreibung als eigenständige Art zu.

## Merkmale
Mit einer Standardlänge von bis zu 4,8 cm ist der Kärpfling einer der größten Vertreter innerhalb der Gattung Priapella. Eine andere Studie gibt eine durchschnittliche Standardlänge von 3,0 cm für Weibchen und 2,6 cm für Männchen an. Der Körper ist relativ hochrückig, der Kopf lang sowie spitz zulaufend und macht 25,5–27,5 % der Standardlänge aus. Das Gonopodium der Männchen ist kurz. Die Anzahl der Rückenflossenstrahlen beträgt 9, im Gegensatz dazu besitzt P. compressa 10 Strahlen. Auch die Anzahl der Kiemenreusen ist bei P. chamulae mit 10–12 geringer als bei P. compressa mit 12–13.

## Vorkommen und Lebensweise
Priapella chamulae besiedelt die Nebenflüsse im oberen Río-Grijalva-System in den mexikanischen Bundesstaaten Tabasco und Chiapas. Die Typuslokalität ist ein kleiner Bach mit einer Breite von 0,5 bis 1 m, der in einen Nebenfluss des Río Tacotalpa mündet. Das Wasser dort wies eine Temperatur von 26 °C und einen pH-Wert von 8,0 auf. Die Gesamthärte wird mit 10–15 angegeben. Das schnellfließende Wasser war kristallklar. Der Bodengrund bestand aus Kies und Sand, es gab keine Wasserpflanzen. Der Bach verläuft tief eingeschnitten und wurde durch Vegetation vollständig beschattet. Zusammen mit P. chamulae traten in dem Gewässer Pseudoxiphophorus bimaculatus, Gambusia spec., Heterophallus milleri, Poecilia mexicana sowie Astyanax mexicanus auf. Der Blauaugenkärpfling bevorzugt die schneller strömenden Bereiche seines Habitats, die Randbereiche mit stehendem Wasser werden meist von Poecilia und Astyanax dominiert.
Der ausschließlich karnivore Kärpfling ernährt sich hauptsächlich von in das Wasser gefallenen oder auf der Wasseroberfläche landenden landlebenden Gliederfüßern. Den größten Anteil stellten bei einer Untersuchung des Mageninhalts Ameisen.
Das Geschlechterverhältnis adulter Kärpflinge ist in der Natur stark zum weiblichen Geschlecht hin verschoben, auf ein Männchen kommen zirka acht weibliche Tiere. Weibchen des lebendgebärenden Fisches bringen pro Wurf 2–16, im Durchschnitt 6,38, Jungfische zur Welt. Die Embryonen ernähren sich während der Entwicklung im Mutterleib lecitotroph vorwiegend von Dotter und werden von der Mutter nicht zusätzlich mit Nährstoffen versorgt. Alle untersuchten Weibchen trugen jeweils nur Embryonen einer Entwicklungsstufe, es gibt keine Anzeichen für Superfötation wie sie bei anderen lebendgebärenden Zahnkarpfen beobachtet wurde.

## Etymologie
Das Artepitheton chamulae wurde von den erstbeschreibenden Autoren zu Ehren der in der Umgebung von Chamula lebenden indigenen Bevölkerung vergeben.